# Bekoratsaka
Bekoratsaka is een plaats en commune in het noorden van Madagaskar, behorend tot het district Mampikony, dat gelegen is in de regio Sofia. Tijdens een volkstelling in 2001 telde de plaats 31.765 inwoners.
De plaats biedt naast lager onderwijs ook middelbaar onderwijs aan. 55 % van de bevolking werkt als landbouwer, 40 % houdt zich bezig met veeteelt en 1 % verdient zijn brood als visser. De belangrijkste landbouwproducten zijn rijst en catechu; andere belangrijke producten zijn bananen, maniok en cowpea's. Verder is 4% actief in de dienstensector.